# Outer Banks

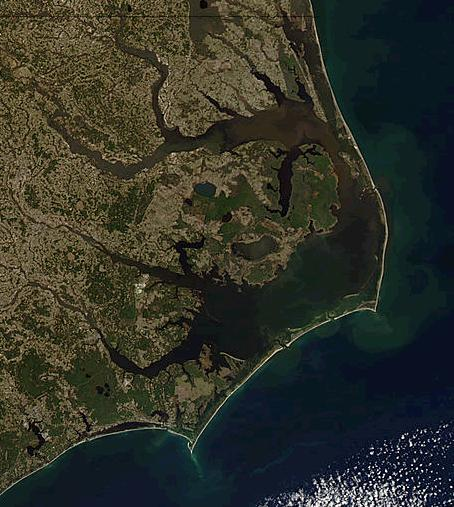
Els Outer Banks de Carolina del Nord separen l'oceà Atlàntic (est) de la Sonda Albemarle (nord) i la Sonda Pamlico (sud). Orbital photo courtesy NASA.

Els Outer Banks són una cadena d'illes que cobreixen la meitat de la costa de Carolina del Nord als Estats Units. Les illes separen la Sonda Currituck, la Sonda Albemarle i la Sonda Pamlico de l'oceà Atlàntic.
El primer vol dels Germans Wright en un vehicle més pesat de l'aire va ocórrer en els Outer Banks el 17 de desembre de 1903 a Kill Devil Hills, a prop del municipi de Kitty Hawk. El Monument Nacional dels Germans Wright commemora els vols històrics.
La Colònia Roanoke va ser la primera colònia anglesa a les Amèriques. La colònia va ser fundada el 1587 per Sir Walter Raleigh però es va convertir en una llegenda quan els 117 colons van desaparèixer misteriosament. L'obra de teatre La Colònia Perduda va ser escrita per a commemorar la història dels colons i encara és una part molt important de la cultura dels Outer Banks.
Els corrents molt perillosos hi han causat molts naufragis, i per això els Outer Banks són coneguts també com a el Cementiri de l'Atlàntic. El Museu del Cementiri de l'Atlàntic és a Hatteras Village

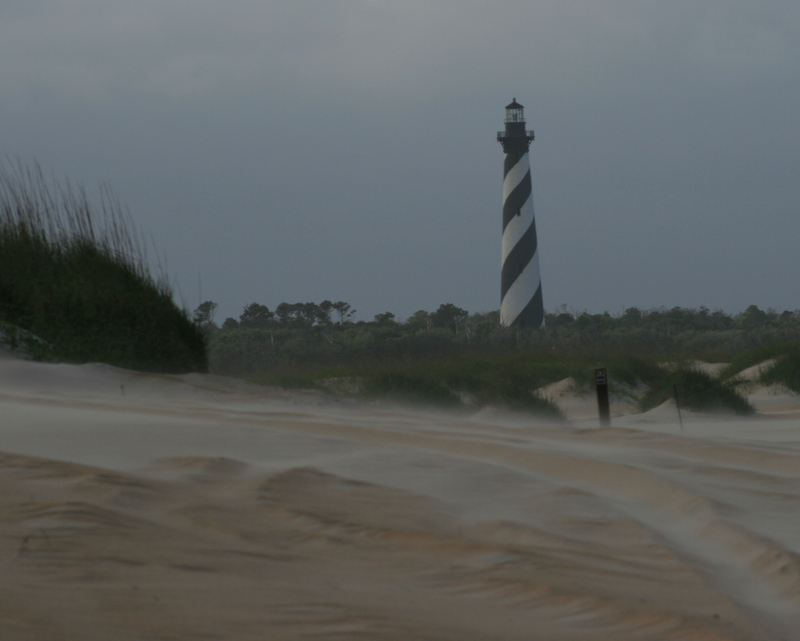
El Far del Cap Hatteras

## Comunitats
Pobles i comunitats:

### Illa Bodie

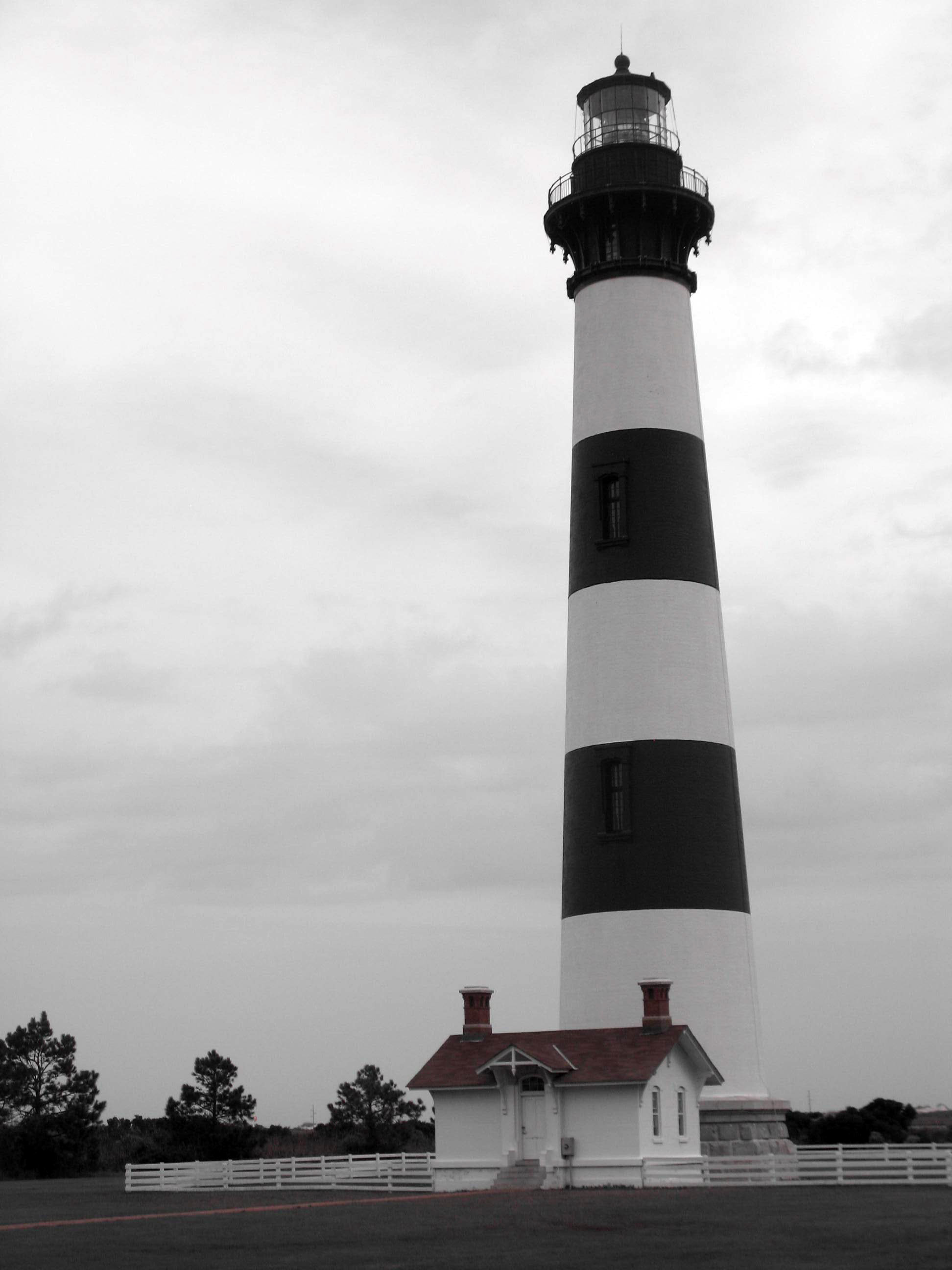
El Far de l'Illa Bodie (Octubre 2008)

- Carova Beach
- Corolla
- Duck
- Southern Shores
- Kitty Hawk
- Kill Devil Hills
- Nags Head

### Illa Roanoke
- Manteo
- Wanchese

### Illa Hatteras
- Rodanthe
- Waves
- Salvo
- Avon
- Buxton
- Frisco
- Hatteras

### Illa Ocracoke
- Ocracoke

### Cap Lookout Costa Nacional
- Portsmouth Island (Despoblat)
- Core Banks (Despoblat)
- Shackleford Banks (Despoblat)

## Parcs

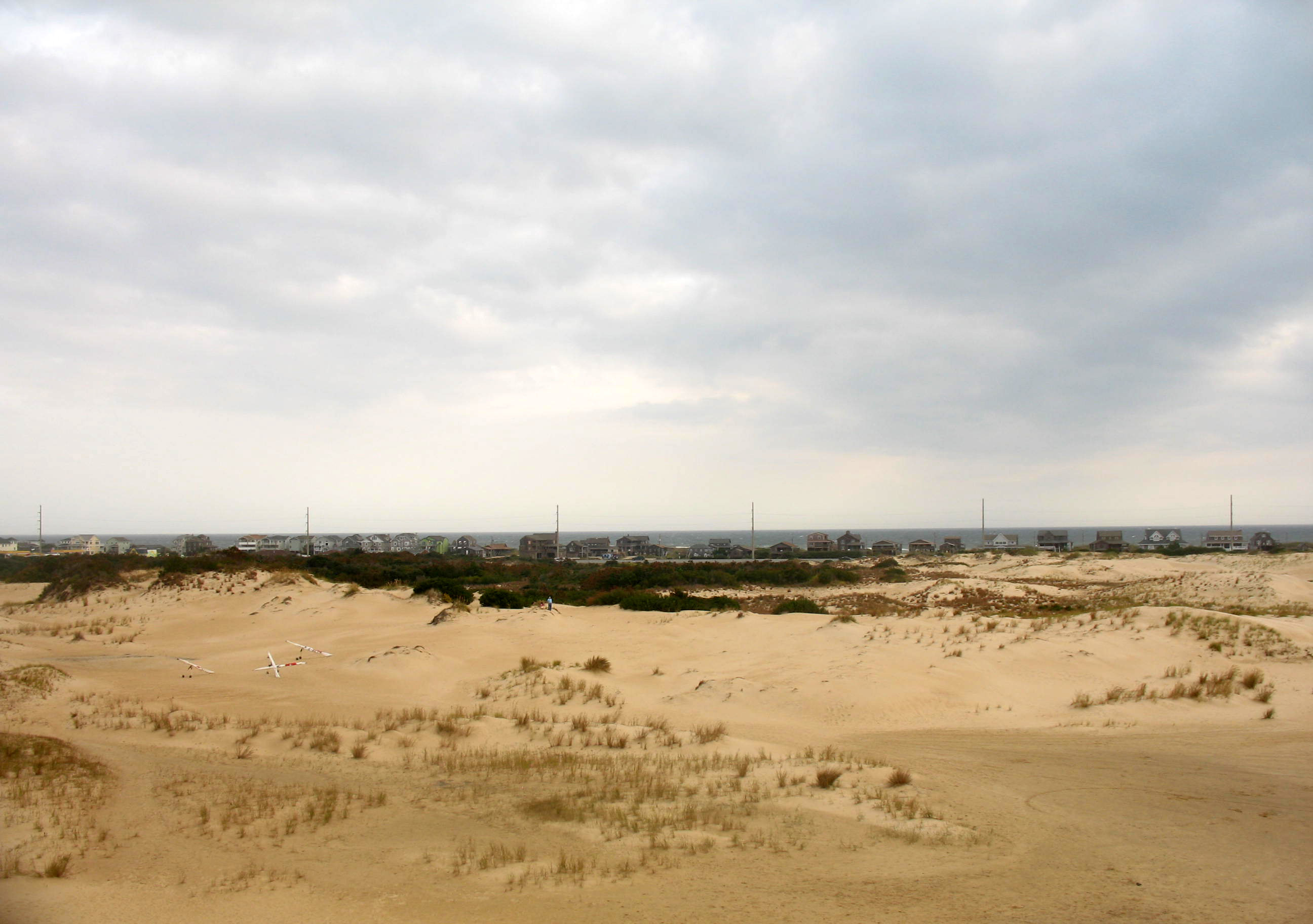
Jockey's Ridge Parc Estadal

- Cap Hatteras Parc Marítim Nacional
- Cap Lookout Parc Marítim Nacional
- Parc Currituck
- Fortalesa Raleigh, Lloc Històric Nacional
- Jockey's Ridge Parc Estadal
- Germans Wright, Monument Nacional
- Fortalesa Macon, Parc Estadal